# 職業訓練指導員 (事務科)
職業訓練指導員 (事務科)（しょくぎょうくんれんしどういん じむか）は、職業訓練指導員免許のうちの1つ。厚生労働省管轄。

## 受験資格
職業訓練指導員免許の受験資格と試験免除を参照。
事務科においては、公認会計士試験の第2次若しくは第3次試験、又は税理士試験に合格したことを証する書面を有する者は実務経験不要で、「実技」、「系基礎学科」、「専攻学科」の各試験が免除され、「指導方法」の学科試験のみでよい。また、日本商工会議所が行う簿記に関する1級の技能の検定の合格者は、簿記の「専攻学科」、簿記の「実技」が免除される。

## 試験科目
学科試験
1. 指導方法（職業訓練原理、教科指導法、訓練生の心理、生活指導及び職業訓練関係法規）
2. 関連学科

- 系基礎学科
  - 事務一般（企業形態、企業組織、応接法、OA機器、関係法規）
  - 安全衛生（安全管理、衛生管理）
- 専攻学科
  - 事務（総務実務、文書実務、人事実務、営業実務、OA事務）
  - 簿記・会計（商業簿記、工業簿記、原価計算、財務諸表論、税務計算）

実技試験
1. 文書実務
2. 計算実務
3. 簿記及び会計実務